# مرکز شهر قاهره
وسط القاهره نام شهر و شهرستانی در استان قاهره مصر است.